# Cỏ sữa lá nhỏ
Cỏ sữa lá nhỏ, Euphorbia thymifolia là một loài thực vật có hoa trong họ Đại kích. Loài này được L. mô tả khoa học đầu tiên năm 1753.

## Hình ảnh

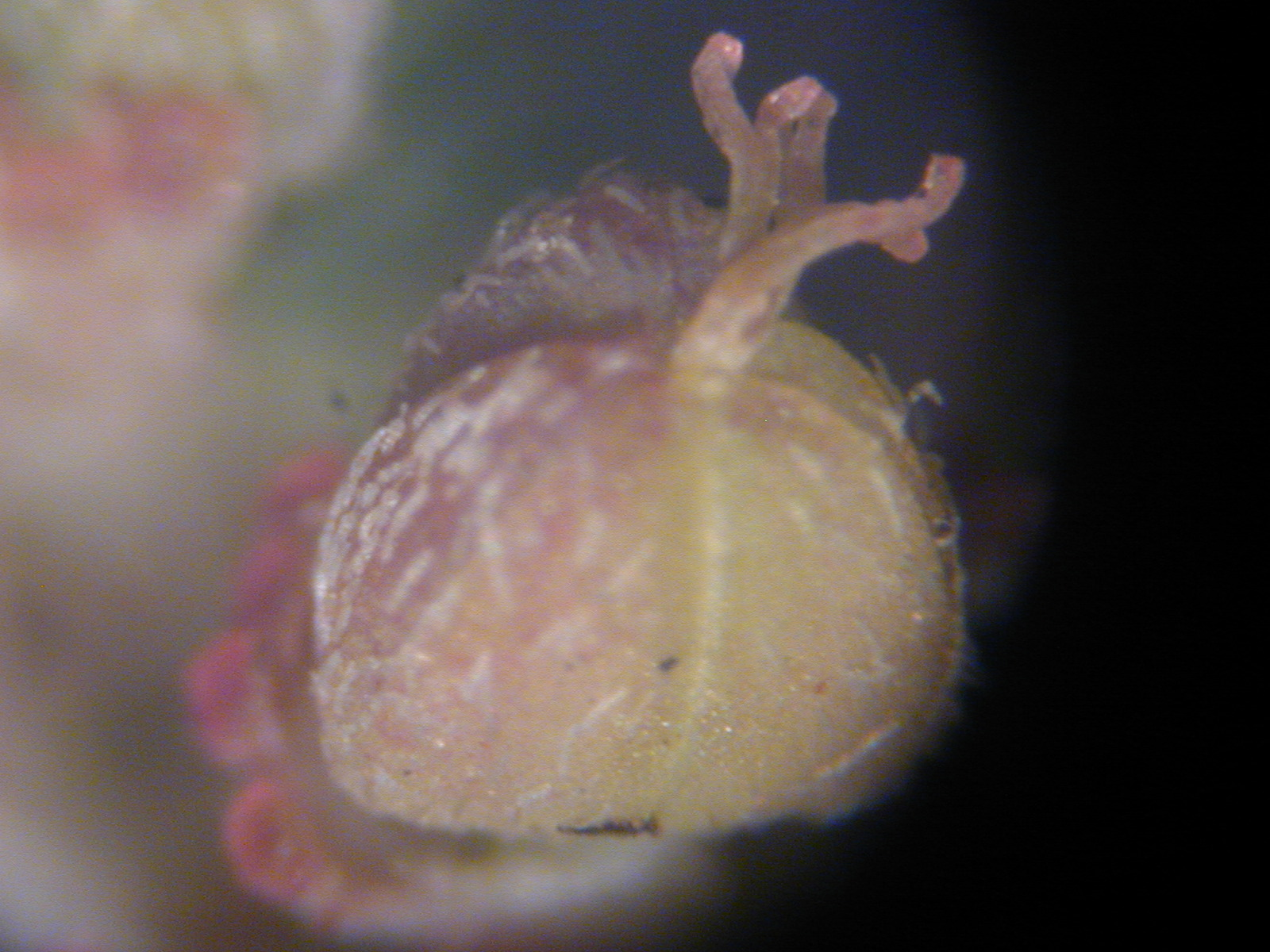
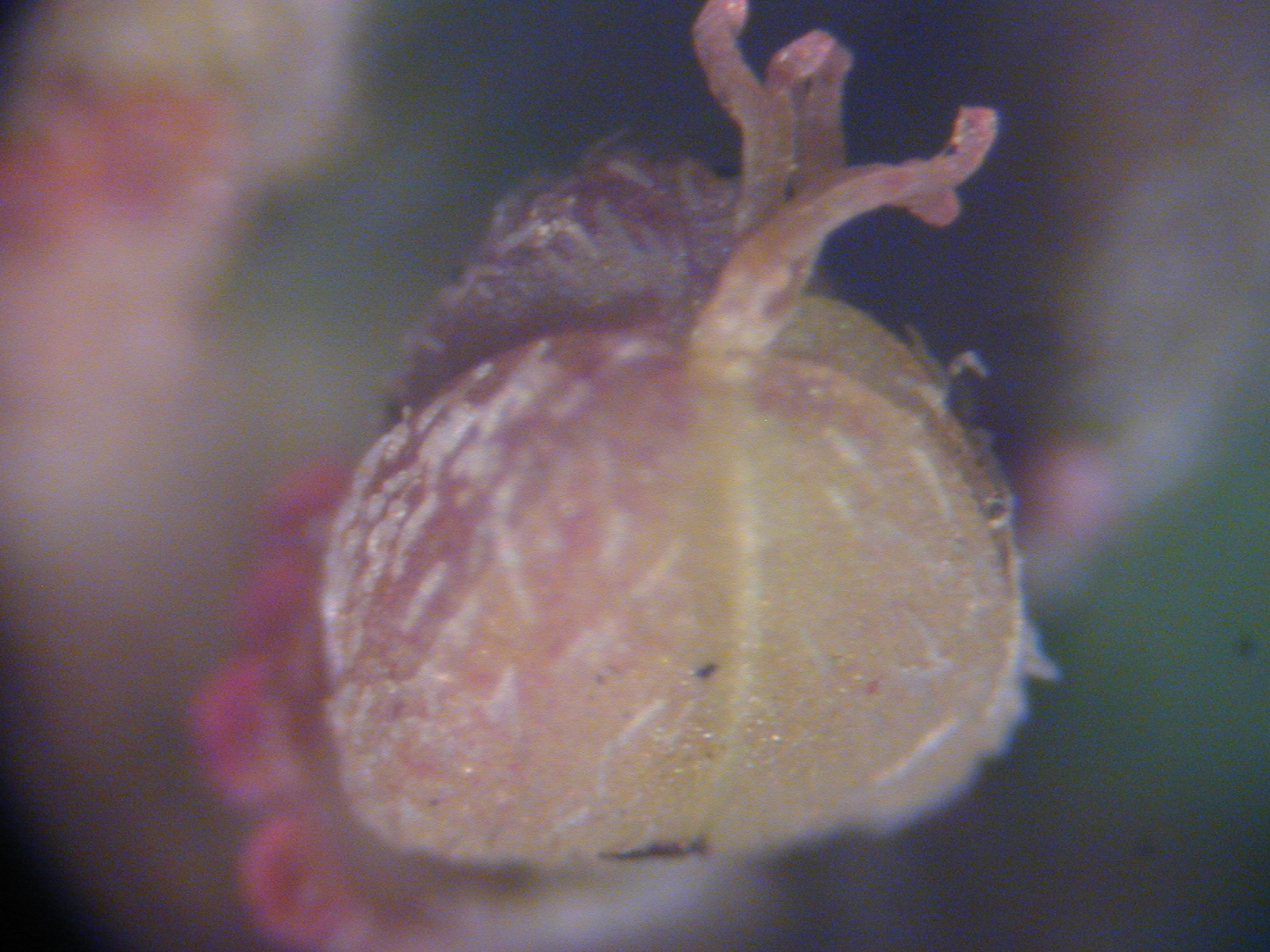
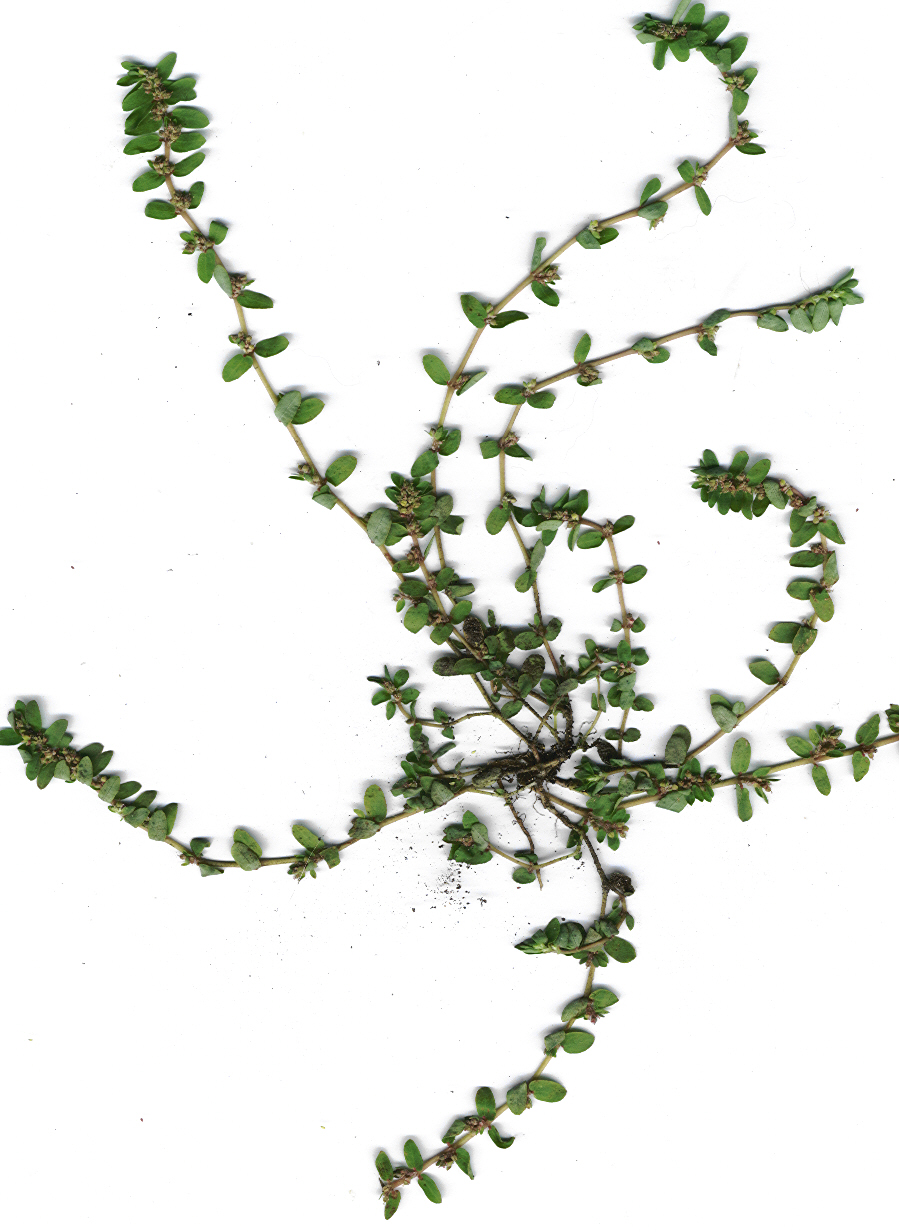